# Menschen am Sonntag
Menschen am Sonntag (português: Gente no domingo), também conhecido pelo seu título completo Menschen am Sonntag: ein Film ohne Schauspieler (português: Gente no domingo: um filme sem atores) é um filme mudo do gênero drama produzido na Alemanha e lançado em 1930.
Dirigido por Robert Siodmak e Edgar G. Ulmer, com roteiro por Billy Wilder e baseado em uma reportagem por Curt Siodmak, irmão mais novo de Robert, o filme acompanha um grupo de alemães ao longo de um domingo ensolarado na Berlim do período entreguerras. 
Louvado como uma obra prima, é considerado como um filme pilar do desenvolvimento do cinema alemão e do cinema hollywoodiano. Em seu elenco constaram as futuras estrelas Eugen Schüfftan (cinematografia), Billy Wilder (roteiro) e Fred Zinnemann (assistente de cinematografia).